# Jungle Fever
Jungle Fever es una película estadounidense de 1991, del género drama, dirigida por Spike Lee y protagonizada por Wesley Snipes y Annabella Sciorra. Es el quinto largometraje de Lee como director.

## Argumento
La historia se centra en el romance interracial entre un exitoso arquitecto afroestadounidense casado, Flipper Purify (Wesley Snipes), y una mujer italoestadounidense, Angie Tucci (Annabella Sciorra). Ambos se conocen en una firma arquitectónica de Nueva York donde Flipper trabaja y Angie es contratada temporalmente como secretaria. Como resultado de su relación, ambos sufren una intensa presión por parte de sus amigos y familiares. El título de la película se refiere a la atracción sexual entre caucásicos y afroamericanos. Una subtrama sigue los problemas de Gator (Samuel L. Jackson), el hermano de Flipper, un adicto al crack.

## Reparto y personajes
| Actor              | Personaje                  | Doblaje - México     |
| ------------------ | -------------------------- | -------------------- |
| Wesley Snipes      | Flipper Purify             | José Luis Orozco     |
| Annabella Sciorra  | Angie Tucci                | Fabiola Stevenson    |
| Spike Lee          | Cyrus                      | Jesse Conde          |
| Ossie Davis        | The Reverend Doctor Purify | Esteban Siller       |
| Ruby Dee           | Lucinda Purify             | Liza Willert         |
| Samuel L. Jackson  | Gator Purify               | Martín Soto          |
| Lonette McKee      | Drew                       | Ruth Toscano         |
| John Turturro      | Paulie Carbone             | Rafael Rivera        |
| Frank Vincent      | Mike Tucci                 | Agustín Sauret       |
| Anthony Quinn      | Lou Carbone                | Alejandro Villeli    |
| Halle Berry        | Vivian                     | Talia Marcela        |
| Tyra Ferrell       | Orin Goode                 | Rebecca Rambal       |
| Veronica Webb      | Vera                       | Yolanda Vidal        |
| David Dundara      | Charlie Tucci              | Carlos Iñigo         |
| Michael Imperioli  | James Tucci                | Roberto Alexander    |
| Nicholas Turturro  | Vinny                      | Javier Pontón        |
| Michael Badalucco  | Frankie Botz               | Héctor Lee           |
| Debi Mazar         | Denise                     | Roció Prado          |
| Gina Mastrogiacomo | Louise                     | Socorro de la Campa  |
| Tim Robbins        | Jerry                      | Carlos Segundo Bravo |
| Brad Dourif        | Leslie                     | Enrique Mederos      |
| Theresa Randle     | Inez                       | Queta Calderón       |
| Miguel Sandoval    | Oficial Ponte              | Rodolfo Vargas       |
| Charlie Murphy     | Livin' Large               | Gabriel Cobayassi    |
| Doug E. Doug       | Amigo de Livin' Large      | Ricardo Mendoza      |
| Queen Latifah      | LaShawn                    | Rocío Robledo        |

## Temas

### Racismo
El director Spike Lee dedicó la película a Yusuf Hawkins. Hawkins fue asesinado el 23 de agosto de 1989 en Bensonhurst, Nueva York por Italoestadounidenses que creían que Hawkins estaba involucradándose con una mujer blanca del vecindario, sin embargo él estaba realmente en el vecindario para preguntar acerca de un auto en venta. De acuerdo al periódico estadounidense New York Daily News, "el ataque fue hecho más por una cuestión de raza que por romance".

### Drogas
En la película Gator, el hermano de Flipper, es un adicto al crack. Gator está constantemente hostigando a su familia por dinero. Su padre lo desheredó, pero su madre y Flipper le dan dinero ocasionalmente cuando él se los pide.
En una entrevista con la revista Esquire, Samuel L. Jackson explica que pudo actuar como un adicto al crack de manera efectiva ya que justo acababa de salir de rehabilitación de su propia adicción al crack. En su propia experiencia con las drogas, Jackson pudo ayudar al director Lee para que el personaje de Gator pareciere todavía más realista al ayudar a establecer las características y rasgos de personalidad de Gator.

## Música
La música de la película fue hecha por Stevie Wonder y fue publicada por Motown Records. Aunque el álbum fue creado específicamente para la película, fue publicada antes del estreno de la película en mayo de 1991. El álbum contiene 11 canciones, de las cuales todas fueron escritas por Stevie Wonder, excepto por una. Las críticas hacia el álbum fueron muy dividas, pues mientras unos creen que el álbum fue desagradable, otros argumentan que fue uno de sus mejores álbumes en años.

## Recepción
El crítico Angelo Mazzocco criticó al director por su retrato de los personajes italoestadounidenses, comentando que Lee «explota todos los estereotipos asociados a este grupo étnico».